# 河曲銀行
河曲銀行（かわわぎんこう）は、三重県河芸郡神戸町にかつて存在した銀行。
1895年（明治28年）、杉本清吉、杉野伊右衛門、佐野権六ら三名の発起人によって設立。資本金は5万円、株式数2500円、一株額面20円であった。
同年6月28日、設立認可が下り、7月25日に安濃津区裁判所白子出張所にて商法に基づき規定事項の登記を受ける。同年8月1日より営業開始。
地方人士からの信用もあり、営業開始から5か月経った同年12月31日の決算には諸預り金10万8千13円余を算出した。

## 沿革
1895年（明治28年）：杉本清吉、杉野伊右衛門、佐野権六ら三名の発起人によって設立。
1895年（明治28年）8月1日：営業開始。
1896年（明治29年）4月：業務拡張のため白子町に派出所を設置し、日本銀行代理事務及び支金庫の事務を開始。
1897年（明治30年）9月13日：資本金を5万円から10万円に増資。
1899年（明治32年）7月：初代頭取・杉野伊右衛門の死去により、森田橋造が2代目頭取に就任。
1901年（明治34年）2月：新たに家宅を買収し、本社を移転。
1907年（明治40年）：新たに営業長の職を設け、中濱徳夫をこれに任命する。
1916年（大正5年）4月：鈴鹿郡牧田村甲斐に派出所を設置。
1916年（大正5年）9月：2代目頭取・森田橋造の死去により、松岡忠四郎が3代目頭取に就任。
1917年（大正6年）8月：三重郡内部村大字小松に派出所を設置。
1917年（大正6年）11月10日：営業事務の拡張を計るため、資本金を30万円に増資。
1921年（大正10年）10月：四日市銀行に合併。

## 取締役及び監査役（創業時）

### 取締役
- 杉野伊右衛門
- 森田橋造
- 松岡忠四郎
- 松岡為三

### 監査役
- 滝兵右衛門
- 伊坂又右衛門
- 佐野又兵衛